# 通天岩 (赣州)
25°55′15″N 114°54′10″E / 25.92083°N 114.90278°E
通天岩位于中国江西省赣州市章贡区水西镇，属丹霞地貌景区，有三个山坳和四条山脊、十多处窟洞，主要有忘归岩、同心岩、通天岩、翠微岩等。通天岩景区共有石龛279座、造像359尊，是中国南方石窟造像较为集中的地方。除翠微岩几尊立佛为唐代外，其它多为宋代所刻。通天岩石窟于1988年被列为第三批全国重点文物保护单位。